# Pusa (geslacht)
Pusa is een geslacht van zoogdieren uit de familie van de zeehonden (Phocidae). De wetenschappelijke naam van de het geslacht werd in 1771 gepubliceerd door Giovanni Antonio Scopoli.

## Soorten
- Pusa caspica Gmelin, 1788 – Kaspische rob
- Pusa hispida Schreber, 1775 – Ringelrob
- Pusa sibirica Gmelin, 1788 – Baikalrob